# Alojz Gradnik
Alojz Gradnik (3. kolovoza 1882. – 14. srpnja 1967.), slovenski pisac i prevoditelj.

## Život
Gradnik je rođen u selu Medana u regiji Goriška Brda koja su se tada nalazila u Austro-Ugarskom Carstvu, a danas su dio slovenske pokrajine Goriške. Otac mu je bio slovenski seljak iz siromašne obitelji koji je stekao poprilično bogatstvo proizvodnjom vina. Majka mu je bila Furlanka iz grofovije Gorice i Gradiške.
Gradnik je polazio prestižnu višejezičnu državnu gimnaziju u Gorici, a nakon toga je krenuo na studij prava u Beču. Nakon diplomiranja 1907., služio je kao okružni sudac u gradu Puli, u Gorici i nekoliko manjih gradova diljem Austrijskog primorja. Godine 1920., nakon talijanske aneksije Julijske krajine, emigrirao je u Kraljevinu Jugoslaviju gdje je nastavio karijeru suca. U kasnim 1920-ima radio je kao stručni savjetnik u Ministarstvu pravde u Beogradu. Kasnije je imenovan članom Visokog suda za sigurnost države u kojem je provodio politička suđenja. Od 1936. do 1941. radio je kao član takozvanog Stola sedmorice, prizivnog suda koji je imao jurisdikciju na svim bivšim austrougarskim dijelovima Jugoslavije.
Nakon što su sile Osovine napale Jugoslaviju u travnju 1941. nove fašističke vlasti Nezavisne Države Hrvatske su ga razriješili službe. Tada se vratio u Ljubljanu. Između 1942. i 1943. talijanske fašističke okupacijske snage internirale su ga u koncentracijski logor Gonars. Iskustvo koncentracijskog logora snažno će utjecati na kasniju njegovu poeziju. Nakon kraja Drugog svjetskog rata vratio se u Ljubljanu gdje je proveo ostatak svog života kao umirovljenik. Nakon rujna 1947., kada je Jugoslavija pripojila Slovensko primorje, redovito je posjećivao svoje rodno selo, provodeći većinu ljeta pišući poeziju.
Unatoč nekoliko ljubavnih afera u mladosti, većinu svog života proveo je kao neženja. 
Gradnik je bio poliglot: osim slovenskog, tečno je govorio talijanski, furlanski, njemački, hrvatski, srpski, engleski i francuski. Također je govorio ruski, mađarski, španjolski, latinski i starogrčki, a studirao je nekoliko orijentalnih jezika poput sanskrta, perzijskog, bengalija i mandarinskog.
Umro je u Ljubljani.

## Rad
Gradnik je bio profilirani autor. Tijekom svog života, između 1916. i 1944., objavio je devet zbirki pjesama i ostavio je velik broj neobjavljenih radova. Zajedno s Izidorom Cankarom i Ivanom Pregeljem, Gradnik je pripadao onim slovenskim autorima koji su slijedili prvu modernističku generaciju u slovenskoj književnosti (Ivan Cankar, Oton Župančič, Dragotin Kette i ostali). Gradnik je uvelike bio pod utjecajem radova pjesnika Josipa Murna Aleksandrova, a vjerojatno je bio među prvima koji su priznali Murnov pjesnički genij. Kao i Murn, Gradnik je u svoju poeziju inkorporirao impresionističke prikaze ladanja i seoskog života. Gradnikov stil i rječnik bili su jednostavni sa složenim motivima i sadržajima.
Gradnikova rana poezija bila je jednako jako inspirirana starijim generacijama slovenskih pjesnika (modernisti, ali i Simon Gregorčič i France Prešeren) i europskim dekadentnim pokretom. Jedna od specifičnih osobina Gradnikove rane poezije bila je intenzivan fokus na odnosu između Erosa i Tanatosa: to jest, između erotske strasti i motiva smrti. Kasnije se odmaknuo od dekadentizma, ponovo otkrivši svoju rimokatoličku vjeru i okrenuvši se više mističnim temama, zadržavajući jednostavan i jasan jezik. Također je pisao domoljubne pjesme, u kojima je iznio intimne osjećaje boli, nade i razočarenja zbog tragedija u suvremenoj slovenskoj povijesti. Slovenska esejistica Simona Škrabec usporedila je Gradnikova kasnija djela s djelima katalonskog pjesnika Salvadora Espriua.
Gradnik je također bio važan prevoditelj. Među ostalim djelima preveo je prva dva djela Danteove Božanske komedije na slovenski. Preveo je radove istaknutih autora poput Francesca Petrarce, Giacoma Leopardija, Rabindranatha Tagorea, Giosuèa Carduccija, Romaina Rollanda, Omara Khayyama, Jovana Jovanovića Zmaja, Vuka Karadžića, Ivana Mažuranića, Petra Petrovića Njegoša, Uga Foscola, Antona Čehova, Juana Ramóna Jiméneza, Johna Erskinea, Federica Garcíje Lorce, Sándora Petőfija i drugih.
Također je pisao dječju književnost.

## Utjecaj i nasljeđe
Danas se Gradnik smatra najvažnijim slovenskim pjesnikom u međuratnom razdoblju, odmah uz Otona Župančiča, i jednim od najvažnijih slovenskih pjesnika 20. stoljeća. Tijekom svoga života većinom je bio izostavljen od kritičara. Sa svojim tradicionalnim stilom i konzervativnim pogledom na svijet, ostao je izvan suvremenog književnog glavnog strujanja. Ipak, utjecao je na radove nekih visoko talentiranih nekonvencionalnih autora poput Lili Novy i Francea Balentiča.
Nakon uspostave komunističkog režima u Jugoslaviji nakon 1945. njegov se položaj pogoršao. Gradnik je bio antifašist, simpatizirajući s Oslobodilnom frontom slovenskog naroda, pa je čak napisao nekoliko pjesama o Narodnooslobodilačkom ratu u Sloveniji. Usprkos svemu, njegov duboki kršćanski religijski osjećaj i njegov magični realistični stil komunisti su vidjeli kao reakcionarne. Njegovo članstvo u Visokom sudu za sigurnost države, koje je osudilo nekoliko komunističkih aktivista, bilo je daljnji razlog za padanje u nemilost tijekom Titova režima. Iako nije trpio nikakve progone, bio je udaljen iz javnog života. Između 1945. i 1967. objavio je većinu prijevoda, a nijedan dio njegove nove poezije nije bio objavljen. Kada je umro nije bilo nikakve javne komemoracije u njegovu čast, niti je bio uključen u kanonsku misao u školama. U Jugoslaviji nijedna ulica ili institucija nisu nazvani po njemu sve do 1990. Usprkos tome, mnoge njegove pjesme stekle su veliku popularnost u njegovom rodnom kraju, a lokalna škola u talijanskoj općini San Floriano del Collio nazvana je po njemu u kasnim 1970-ima.
Ponovno je otkriven tijekom kasnih 1980-ih kada je uzdignut u istinskog nacionalnog pjesnika po prvi put. Postao je glavni izvor utjecaja na mlađe generacije postmodernih autora poput Aleša Debeljaka, Nevina Birse, Aleša Štegera i drugih.
Od sredine 1996. u kolovozu se održava godišnji festival u njegovom rodnom selu Medani nazvan "Dani poezije i vina" (Dnevi poezije in vina), na koji su pozvani mladi međunarodni pjesnici.

## Više informacija
- Popis pjesnika na slovenskom jeziku
- Jakob Savinšek
- Slovenska književnost
- Kultura Slovenije